# Orthopyxis everta
Orthopyxis everta är en nässeldjursart som först beskrevs av Clark 1876.  Orthopyxis everta ingår i släktet Orthopyxis och familjen Campanulariidae. Inga underarter finns listade i Catalogue of Life.